# Glee Gogo
Glee Gogo is een bestuurslaag in het regentschap Pidie van de provincie Atjeh, Indonesië. Glee Gogo telt 370 inwoners (volkstelling 2010).